# Stanisław Borowski
Stanisław Mykołajowycz Borowski, ukr. Станіслав Миколайович Боровський, ros. Станислав Николаевич Боровский, Stanisław Nikołajewicz Borowski (ur. 8 lipca 1970) – ukraiński piłkarz, grający na pozycji obrońcy.

## Kariera piłkarska

### Kariera klubowa
W 1991 rozpoczął profesjonalną karierę w Mistrzostwach ZSRR. Na początku 1992 został piłkarzem odrodzonej Polihraftechniki Oleksandria. Na początku 1995 przeszedł do Zirki Kirowohrad. W sezonie 1996/97 bronił barw Worskły Połtawa, po czym przeniósł się do Nywy Winnica. Podczas przerwy zimowej sezonu 1998/99 powrócił do Polihraftechniki, w którym zakończył karierę piłkarską.

## Sukcesy i odznaczenia

### Sukcesy klubowe
- brązowy medalista Mistrzostw Ukrainy: 1997